# 八幡 (企業)
株式会社八幡（やはた）は、「yahataのすしべん」をチェーン運営する企業である。本社は石川県羽咋市。石川県中心に事業を展開している。現在、県内で24店舗を運営。

## 沿革
- 1966年（昭和41年）- 羽咋市島出町にて創業
- 1973年（昭和48年）- 株式会社八幡寿司を設立
- 1989年（平成元年）- 社名を株式会社八幡に変更
- 2011年（平成23年）- 羽咋市兵庫町午10番地に本社移転

## グループ会社
- 株式会社味のやはた -（寿司弁当製造、冠婚葬祭かごもり 他）
- 株式会社まぐろや本店 -（「にぎり寿司まぐろや」7店舗、居酒屋3店舗、お好み焼き1店舗、カラオケ1店舗）
- 株式会社八幡炊飯 -（学校炊飯指定工場、学校給食）
- 有限会社金沢炊飯 -（炊飯工場）
- 株式会社メルシーナガタ -（企業向け給食）